# Gen'ichiro Takahashi
Gen'ichiro Takahashi (?, 高橋 源一郎, Takahashi Gen'ichirō; Onomichi, 1º gennaio 1951) è uno scrittore giapponese.

## Biografia
Nato a Onomichi nel 1951, durante la giovinezza ha partecipato attivamente alle proteste studentesche degli anni '70.
Nel 1982 ha esordito nella narrativa con il romanzo Sayonara, gangsters ottenendo il "Premio Gunzō per i nuovi scrittori".
Tra i romanzieri giapponesi più noti, è stato insignito di numerosi riconoscimenti tra i quali il Premio Mishima Yukio del 1988 per Yūga de Kanshōteki na Nippon Yakyū e il Premio Tanizaki del 2012 per Sayonara kurisutofaa robin.

## Opere

### Romanzi
- Sayonara, gangsters (Sayonara, gyangutachi, 1982), Milano, BUR, 2008 traduzione di Gianluca Coci ISBN 978-88-17-02035-0. (nuova edizione: Roma, Atmosphere libri - Asiasphere, 2022 traduzione e cura di Gianluca Coci)
- Niji no achira ni: oovaa za reinbou (1984)
- Jon Renon tai kaseijin (1985)
- Yuga de kansho-teki na Nippon-yakyuu (1988)
- Pengin mura ni hi wa ochite (1989)
- Wakusei P-13 no himitsu (1990)
- Goosutobasutaazu (1997)
- A.da.ru.to (1999)
- Nihon bungaku seisui shi (2001)
- Gojira (2001)
- Kannou shousetsuka (2002)
- Itsuka souru torein ni noru hi made (2008)
- Aku to tatakau (2010)
- Koisuru genpatsu (2011)
- Ginga tetsudo no kanata ni (2013)
- Bokutachi wa kono kuni wo konna fuu ni aisuru koto ni kimeta (2017)

### Racconti
- Kimi ga yo wa chiyo ni hachiyo ni (2002)
- Seikou to ren'ai ni matsuwaru ikutsu no monogatari (2005)
- Miyazawa Kenji gureetesuto hitsu (2005)
- Sayonara kurisutofaa robin (2012)

### Saggi
- Bungaku ja nai kamoshirenai shoukougun (1992)
- Ichioku sansenman nin no tame no shousetsu kyoushitsu (2002)
- Nippon no shousetsu: hyakunen no kodoku (2007)
- Ju-san hiai de 'meibun' wo kakeru you ni naru houhou (2009)
- "Ano hi" kara boku ga kangaeteiru "tadashisa" ni tsuite (2012)
- Hijouji no kotoba: shinsai no ato de (2012)
- Kokumin no kotoba (2013)
- 101 nen-me no kodoku: kibou no basho wo motomete (2013)

## Premi e riconoscimenti
- Premio Mishima Yukio: 1988 vincitore con Yūga de Kanshōteki na Nippon Yakyū
- Premio Sei Itō: 2002 vincitore con Nihon bungaku seisuishi
- Premio Tanizaki: 2012 vincitore con Sayonara kurisutofaa robin